# Hors réseau
 (octobre 2022).
Si vous disposez d'ouvrages ou d'articles de référence ou si vous connaissez des sites web de qualité traitant du thème abordé ici, merci de compléter l'article en donnant les références utiles à sa vérifiabilité et en les liant à la section « Notes et références ».
Le hors réseau (en anglais off-the-grid) est un système et un mode de vie conçus pour aider les gens à fonctionner sans le soutien d'une infrastructure à distance. Les maisons hors réseau visent à atteindre l'autonomie ou l'autosuffisance ; elles ne dépendent pas d'un ou de plusieurs services publics d'approvisionnement en eau, d'égout, de gaz, d'électricité ou de services publics similaires. Les personnes qui adoptent ce mode de vie, sont appelés « off-gridders ».

## Alimentation électrique
Lorsqu'on parle de hors réseau, on fait souvent référence au réseau électrique.
Le « hors réseau » peut être rendu possible par un système d'alimentation autonome ou des mini-réseaux généralement destinés à fournir de l'électricité à une petite collectivité.
L'alimentation électrique peut être produite sur site, avec des sources d'énergie renouvelable telles que le solaire (en particulier le photovoltaïque), l'éolien, la micro hydraulique, la géothermie ; avec un générateur ou une microcogénération avec suffisamment de réserves de carburant. 
Le marché du photovoltaïque hors réseau a été étudié par des instituts internationaux, des universités et des sociétés d'études de marché. La capacité photovoltaïque installée cumulée est estimée en 2010 entre 1 et 2 GW en fonction de la source. La société d'études de marché Infinergia est allée plus loin en cartographiant la capacité photovoltaïque cumulée installée hors réseau dans 100 pays à travers le monde.
L'électrification hors réseau est une approche de l'accès à l'électricité utilisée dans les pays et les régions où l'accès à l'électricité est moindre, en raison de la dispersion ou de l'éloignement de la population. En Afrique, de petites lampes électriques pico solaires peu coûteuses et des systèmes solaires domestiques deviennent rapidement disponibles. Des panneaux solaires bon marché, des batteries lithium-ion et des ampoules LED à haute efficacité rendent les systèmes abordables.
En outre, il est possible de simplement se passer d'énergie électrique, comme dans les communautés Amish ou Mennonite.

### Considération économique
Dans les situations où la parité réseau est atteinte, il devient moins coûteux de générer sa propre électricité plutôt que de l'acheter sur le réseau. Cela dépend des coûts de l'équipement, de la disponibilité des sources d'énergie renouvelables (vent, soleil) et du coût d'une connexion au réseau. Par exemple, dans certaines régions éloignées, une connexion au réseau serait trop coûteuse, ce qui permettrait d'atteindre immédiatement la parité réseau.

## Eau et assainissement
Il est possible de s'affranchir des services d'approvisionnement en eau et d'assainissement .
Les sources d'eau sur place, peuvent inclure puits, ruisseau, réservoir, ou lac. Ces sources peuvent exiger des pompes ou une filtration. L'eau de pluie peut également être récoltée. Les filtres peuvent être avancés en cours d'exécution hors d'une source d'énergie de l'ébullition et de stockage.
Les maisons hors réseau ne sont pas connectées à un réseau d'égout, mais peuvent plutôt s'appuyer sur les différents types de toilettes sèches, comme des toilettes à compostage ou les toilettes sèches à séparation d'urine.

## Popularité
L'idée a été popularisée par certaines célébrités dont Ed Begley, Jr qui joue dans l'émission télévisée Living with Ed, émission de télévision sur la Home & Garden Television (HGTV). L'actrice Daryl Hannah favorise la vie hors réseau et a construit sa maison au Colorado selon ces principes, tout comme la co-star de Dual survival, Cody Lundin, qui vit dans une maison de terre solaire passive auto-construite, dans le haut-désert de l'Arizona du Nord, collecte de l'eau de pluie, composte ses déchets, et ne paye rien pour les services publics.
Le 13 avril 2006, USA Today a rapporté qu'il y avait « quelque 180 000 familles vivant hors réseaux, un chiffre qui a bondi de 33% par an depuis une décennie » en citant Richard Perez, éditeur de Home Power Magazine, comme source.
En supposant le même taux de croissance, il y aurait à la fin de 2007 un quart de million de ménages hors réseau aux États-Unis. Comme de nombreux citoyens du tiers monde n'ont jamais eu l'occasion d'accéder au réseau, les estimations actuelles indiquent que 1,7 milliard de personnes sont hors réseau dans le monde entier. 
Une série d'émissions télévisées et d'articles est sortie après la publication de Off the Grid, Inside the Movement for More Space, Less Government and True Independence in Modern America par Nick Rosen en 2010.

## La communauté
Le concept d'une communauté hors réseau durable doit prendre en considération les besoins fondamentaux de tous ceux qui vivent dans la communauté. Pour devenir vraiment autosuffisante, la communauté devrait fournir toute sa propre énergie électrique, sa nourriture, son abri et son eau. Utiliser l'énergie renouvelable, une source d'eau sur place, l'agriculture durable et les techniques d'agriculture verticale est primordiale pour retirer une communauté du réseau. Un concept de design récent par Eric Wichman montre une communauté multifamiliale, qui combine toutes ces technologies dans un seul quartier autonome. Pour développer la communauté, il suffit d'ajouter des quartiers en utilisant le même modèle que le premier. Une communauté autosuffisante réduit son impact sur l'environnement en contrôlant ses déchets et son empreinte carbone.

## Impact sur l'environnement
L'État de Californie encourage la production d'énergie solaire et éolienne raccordée au réseau électrique afin d'éviter l'utilisation de batteries au plomb toxiques pour le stockage de nuit. Les systèmes en réseau sont généralement moins coûteux que les systèmes hors réseau en raison de l'absence d'équipement supplémentaire comme les contrôleurs de charge et les batteries. Cependant, certains systèmes peuvent atténuer cette différence en utilisant de vieilles batteries de voiture qui ne peuvent plus fournir assez de courant pour démarrer une voiture.
Il est souvent fait pour les bâtiments résidentiels seulement occasionnellement occupés, tels que les chalets de vacances, pour éviter les coûts initiaux élevés des connexions de services publics traditionnels. D'autres personnes choisissent de vivre dans des maisons où le coût des services publics extérieurs est prohibitif ou si éloigné qu'il n'est pas pratique. Dans son livre Comment vivre hors réseau, Nick Rosen énumère sept raisons d'être hors réseau. Les deux premiers économisent de l'argent et réduisent l'empreinte carbone. D'autres incluent des survivalistes, se préparant à l'effondrement de l'économie pétrolière et ramenant la vie à la campagne.

### Préoccupations environnementales dans les collectivités canadiennes hors réseau
Le Canada compte environ 175 collectivités autochtones et nord du réseau hors réseau, définies comme étant «une collectivité qui n'est raccordée ni au réseau électrique nord-américain ni au réseau de distribution de gaz naturel, qu'elle soit permanente ou à long terme (5 ans ou plus); les colonies ont au moins 10 bâtiments permanents." Affaires autochtones et du Nord Canada  énumère les préoccupations environnementales suivantes pour ces collectivités hors réseau:
- Brûler de grandes quantités de diesel produit d'importantes émissions de gaz à effet de serre. Cela contribue au changement climatique qui affecte négativement les communautés.
- Le carburant doit être transporté sur de longues distances par avion, camion ou péniche, ce qui augmente le risque de déversement de carburant.
- Le transport de carburant par camion sur les routes d'hiver a un impact négatif sur l'environnement en raison des fortes émissions de gaz à effet de serre provenant des véhicules.
- Des déversements de carburant peuvent avoir lieu pendant le transport et le stockage du carburant, ce qui présente des risques pour l'environnement. Les fuites des réservoirs de carburant contaminent les sols et les eaux souterraines...
- Les générateurs peuvent être bruyants et perturbateurs , en particulier dans les communautés tranquilles et éloignées.
- Les émissions provenant des générateurs diesel pourraient contribuer à des problèmes de santé chez les membres de la communauté

## Galerie

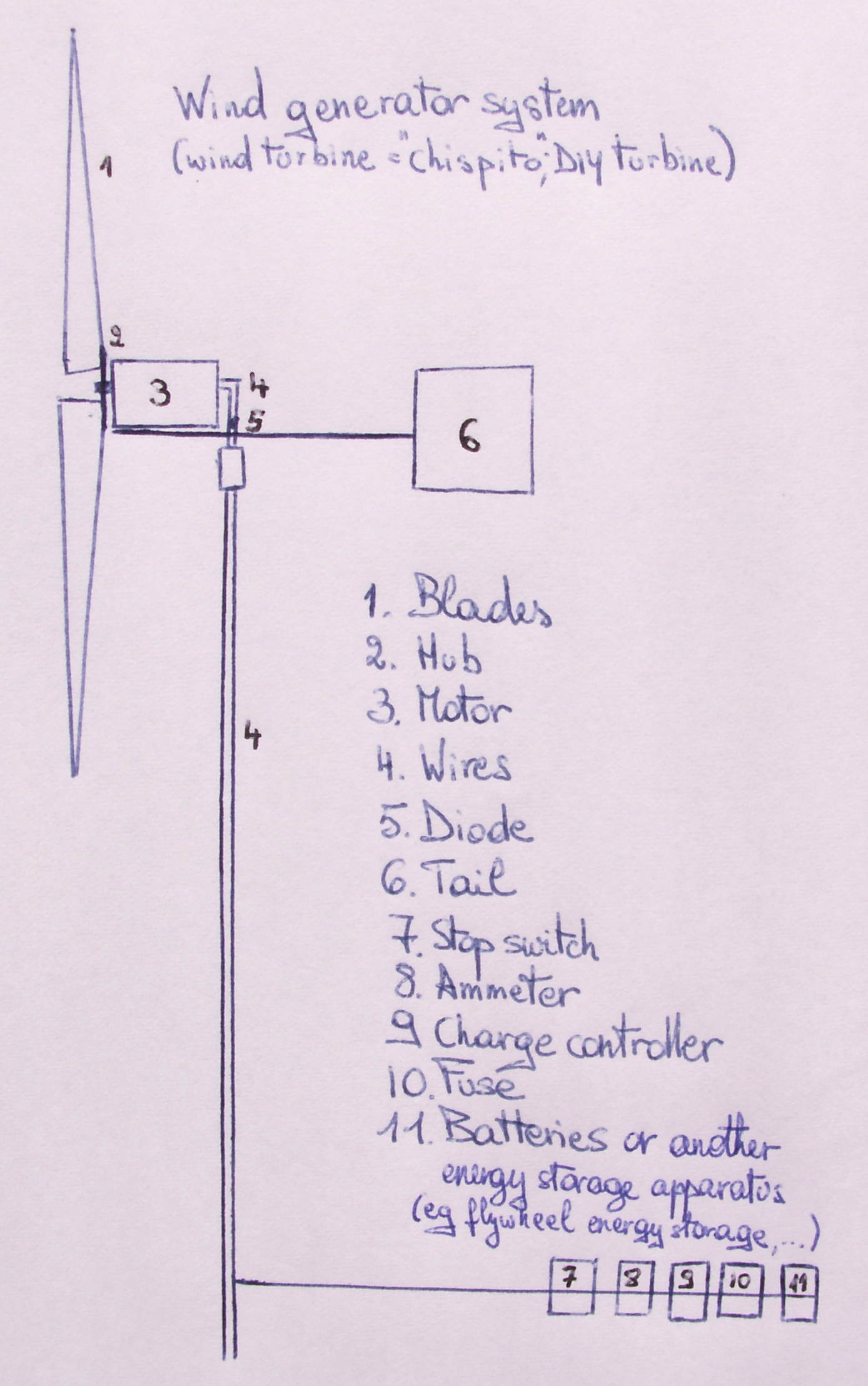
Système de générateur de vent bricolage incomplet.
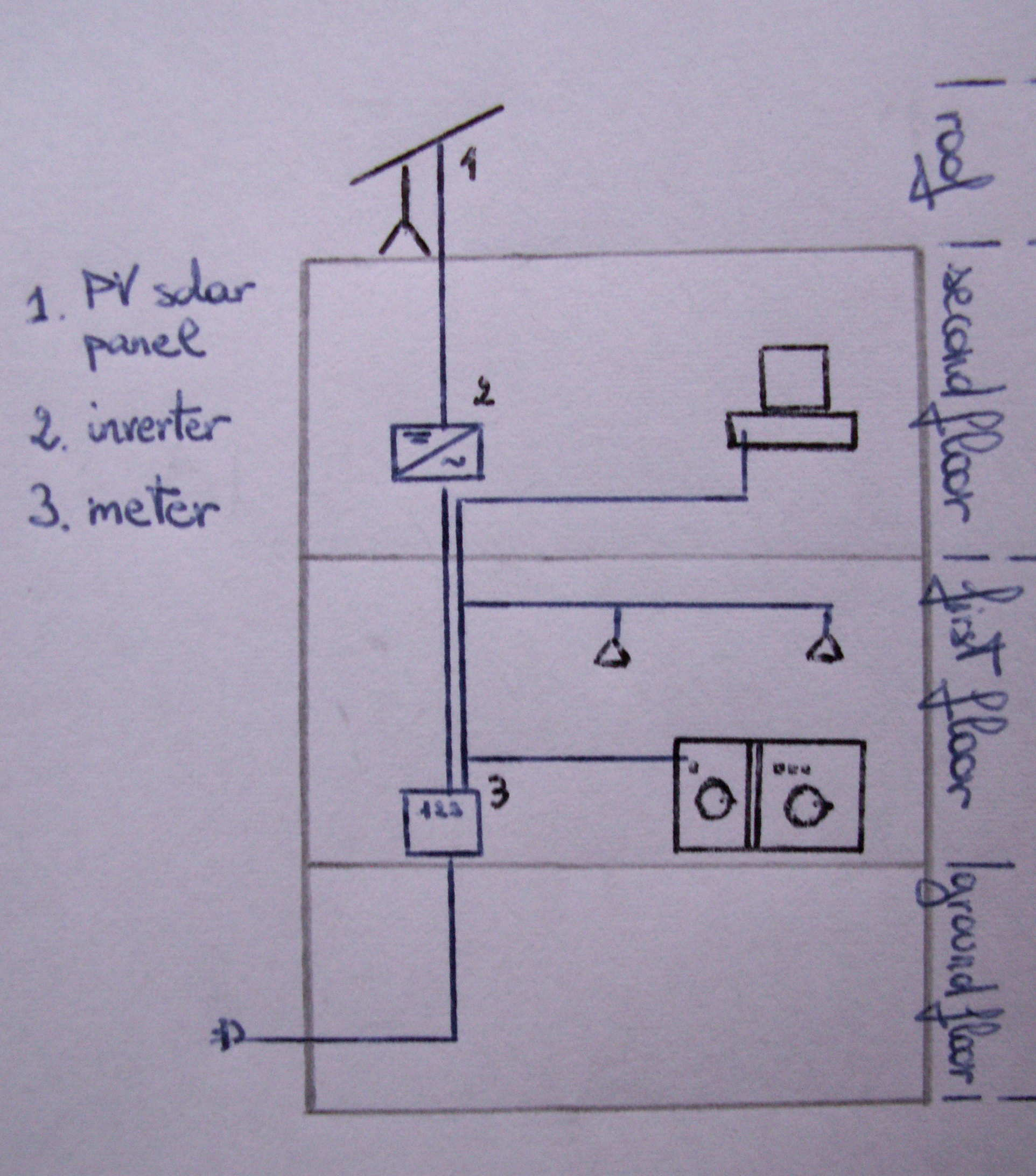
Un système solaire PV.
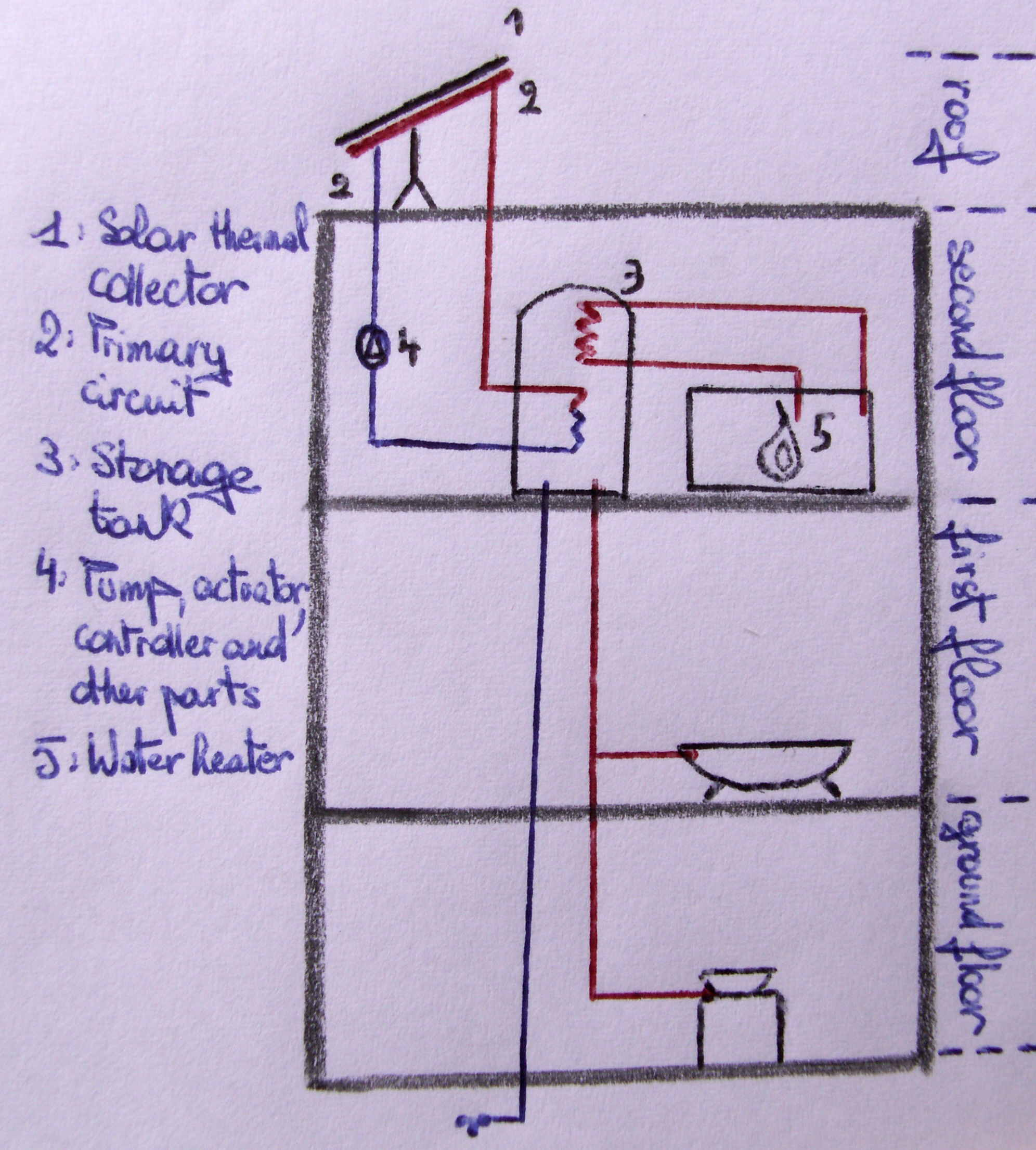
Schéma d'un système de chauffage solaire actif.
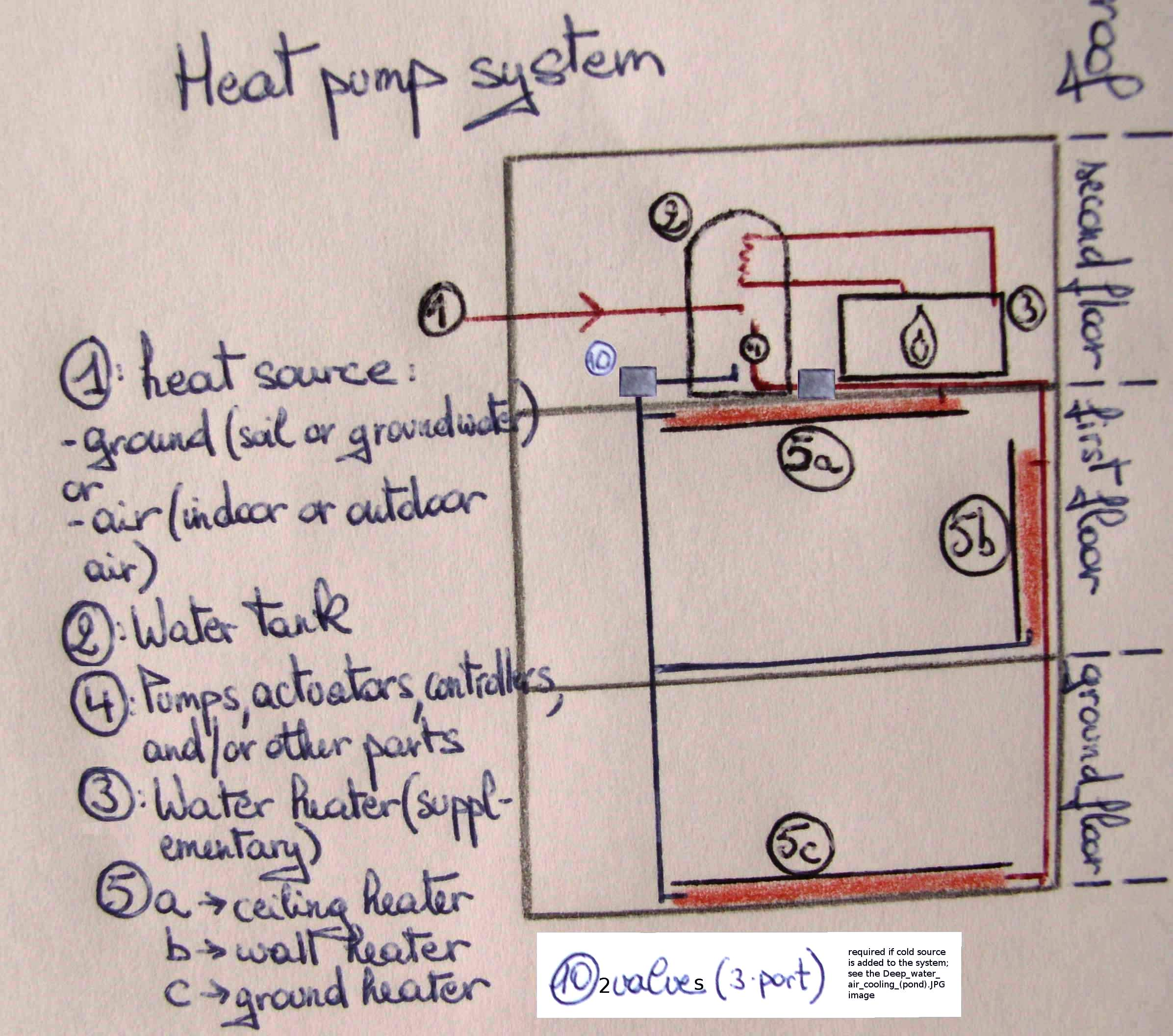
Un système de pompe à chaleur HVAC.
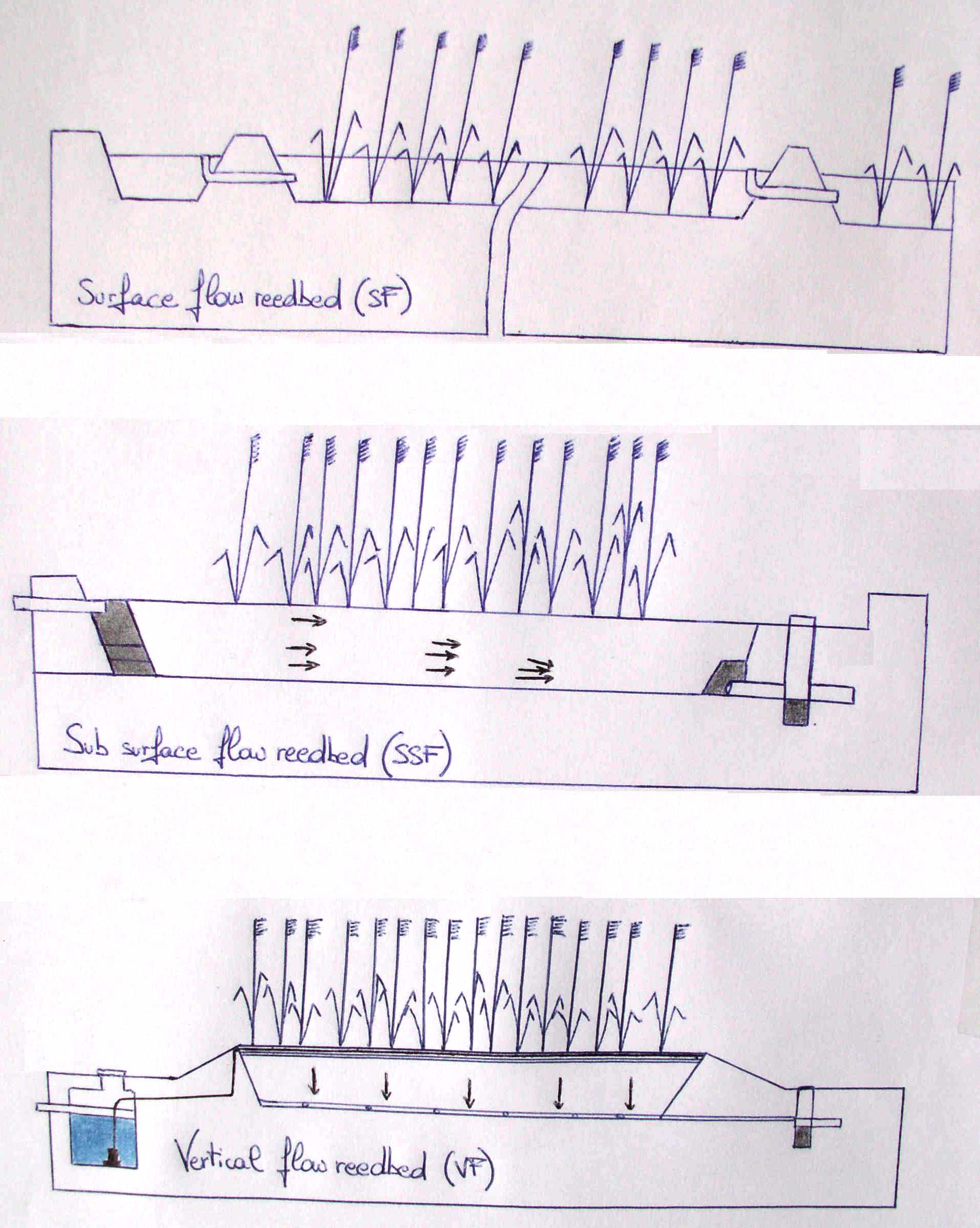
Les bassins de traitement peuvent être utilisés pour purifier l'eau.
Le stockage de chaleur et d'air froid peut être combiné avec des pompes à chaleur pour une utilisation dans la serre domestique ou pour chauffer la maison elle-même.